# 天理教 (日本)
天理教（日语：／）是原為神道系統、後自立成教的日本新興宗教之一。江戶時代末，1838年由農婦中山美伎在大和國山邊郡庄屋敷村（今奈良縣天理市）創立。

## 教義
「天理教」信仰父母神“天理王命”，主要教義認為，父母神創造世界和人類，人的身體是向父母神借來的，必須按照神的意願支配，通過奉行“聖舞”和拜領“神授”，滌除“灰塵”，淨化心靈，愉快地將日常勞作視為“聖勞”，從所有的因緣中了悟天理，最終實現父母神佑護的“康樂生活世界”。天理教的基本經典是被稱為“三原典”的《御神樂歌》（聖舞時的歌詞）、《御筆先》（記“神示”的1711首和歌，與前書同出自中山美伎之手）和《御指圖》（中山美伎和另一領導者飯降伊藏的言論集，被視為“啟示錄”），以及為適應戰後新情況而由天理教總部于1949年編定的《天理教教典》（1956年譯成中文）。

## 簡史
天理教創立於1838年（日本天保九年），初期附屬於神道之下，但仍經常受到取締。1908年，獲得日本政府准予脫離神道，成為一個獨立的宗教組織。然而，在第二次世界大戰以前，仍然受到政府的干預，被迫修改教義與儀式。戰後日本改採政教分離與宗教自由的政策，天理教始得以恢復原有的教義與儀式。天理教目前已經傳播至東亞、東南亞、南亞、美洲、大洋洲、非洲、歐洲等地，至2009年6月止，日本國內已有1萬6千多間教會，而海外各地亦有314間教會。:11—12

## 海外傳播

### 台灣

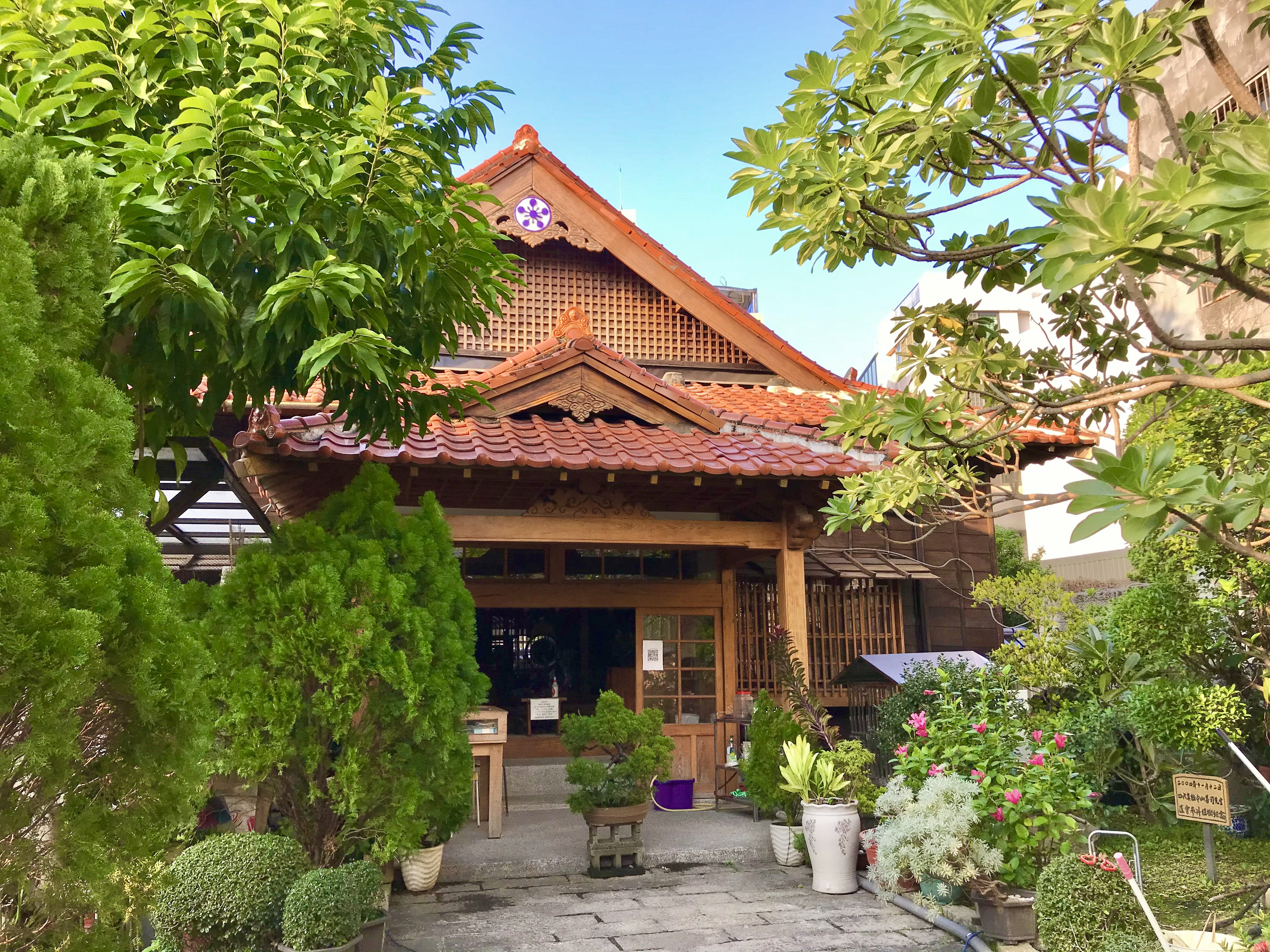
天理教嘉義東門教會

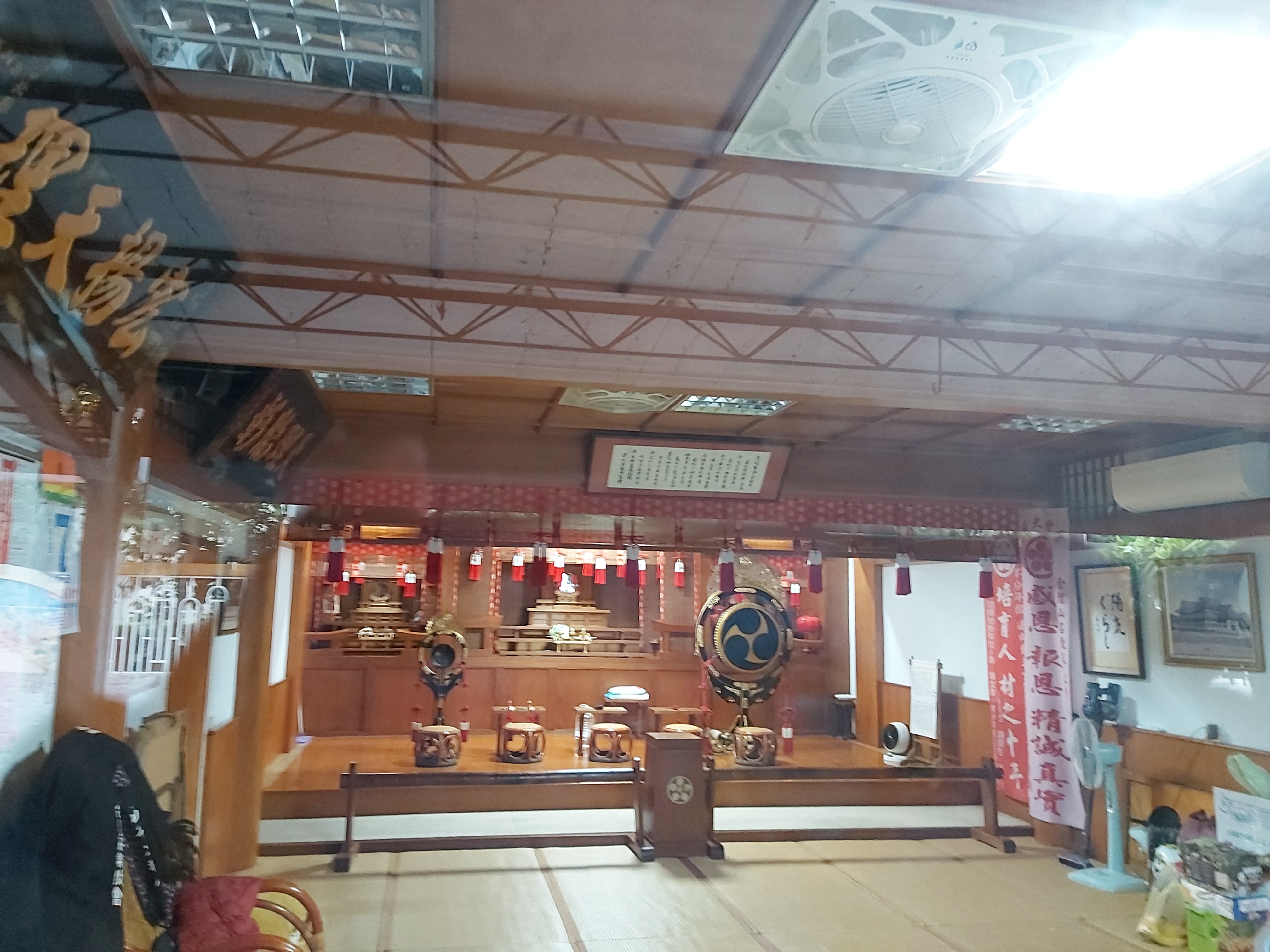
天理教臺北安樂教會

台灣日治初期的1896年，大量日本人移民到台灣，其中包括天理教傳教人士。他們在台灣設置本部據點——台灣傳道廳，並分別在台中、台北、台南及嘉義各地設置傳教場所。:14
1945年日本戰敗後，所有日籍傳教人士撤回日本。1960年天理大學柔道部訪問團來台灣巡迴比賽，發現台灣仍有信徒堅持自己的信仰，回報本部希望能恢復往來。:15
1967年，三濱善朗以戰後首任廳長來台就職，成立「臨時事務所」。其後台灣及日本的關係恢復正常，日籍傳教士又來到台灣傳教。1972年更進一步以「財團法人中國天理教總會」正式獲得台灣政府的許可，從此與台灣其他所有宗教相同傳教至今。:15
天理教嘉義東門教會是全台天理教唯一保存完整的檜木日式建築，具有「高度藝術與營造技術的價值」，獲選為嘉義市市定古蹟。

## 外部連結
- 天理教 Web Site （页面存档备份，存于）
- 天理教学生会 website （页面存档备份，存于）
- 台灣天理教 （页面存档备份，存于）
- 天理教ヨーロッパ出張所 （页面存档备份，存于）
- こどもおぢばがえり （页面存档备份，存于）